# William Lithgow (Schriftsteller)
William Lithgow (* 1582 oder 1583 in Lanark, South Lanarkshire, Schottland; † 1645) war ein schottischer Reisender, Buchautor und angeblicher Spion, der nach seinen eigenen Angaben am Ende seiner zahllosen Reisen etwa 36.000 Meilen zu Fuß zurückgelegt haben will.

## Leben
Bereits vor 1610 besuchte er die Shetlandinseln, die Schweiz und Böhmen, am 9. März 1609 brach er von Paris über Italien nach Palästina und Ägypten auf. Seine nächste Reise führte ihn von 1614 bis 1616 nach Tunis und in Marokko nach Fès, seine letzte von 1619 bis 1621 nach Spanien endete mit seiner Verhaftung in Málaga und der Folterung, zunächst als Spion, dann durch die Inquisition. Mit Unterstützung durch in Málaga ansässige Landsleute konnte er zurück nach England gelangen. Bei einem langen, vom englischen Königshaus finanzierten Aufenthalt im englischen Bath konnte er die bei der Folter erlittenen Verletzungen weitgehend kurieren, die gegen den spanischen Botschafter El Marqués de Espinar gerichtete Forderung auf einen finanziellen Ausgleich der erlittenen Qualen blieb jedoch erfolglos. Seine Reisen beschrieb er in dem Buch Rare Adventures and Paineful Peregrinations, darüber hinaus stammen die Werke The Siege of Breda, The Siege of Newcastle und Poems von ihm.

## Werke
- Rare Adventures and Paineful Peregrinations, 1614
  - Roger Willemsen (Hrsg.), Georg Deggerich (Übersetzung), Papan (Illustration): Deutsche Ausgabe als Die wundersamen Irrfahrten des William Lithgow. mare Verlag, Hamburg 2009, ISBN 978-3-86648-112-1.
    - als Hörbuch herausgegeben und gelesen von Roger Willemsen, Lübbe Audio, Köln 2009, 2 CDs
- The Siege of Breda, 1637
- The Siege of Newcastle
- Poems

## Quelle
- John William Cousin (1849–1910): A Short Biographical Dictionary of English Literature (englisch)